# Hôpital central de Maputo
L’hôpital central de Maputo (Hospital Central de Maputo en portugais) est un hôpital proposant des consultations et soins de santé spécialisés ; il est situé à Maputo, au Mozambique. Le bâtiment date de l’ère coloniale portugais au début du xxe siècle.  

## Histoire

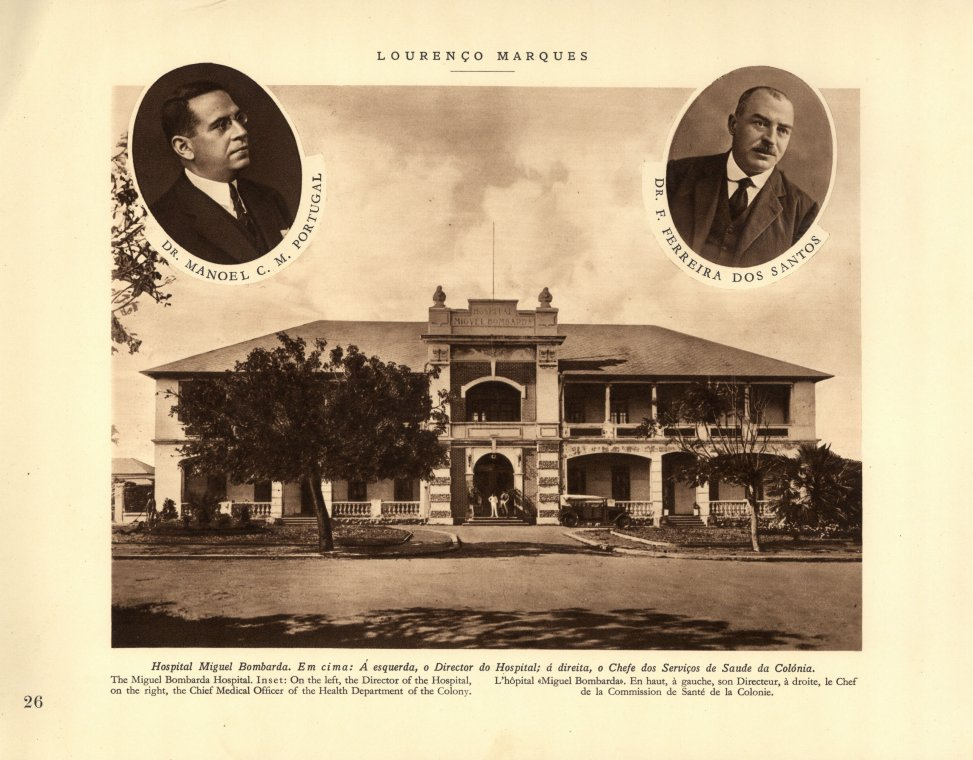
Photo prise en 1929.

Ce bâtiment est classé au Património de Influência Portuguesa (« patrimoine d'influence portugaise »), selon la base de données SIPA du gouvernement portugais. L’histoire du complexe commence en 1900, lorsque le gouvernement lance l'expropriation du terrain sur lequel l'hôpital sera construit. Au début, le bâtiment contient des salles pour la médecine générale, pour les maladies transmissibles et pour les syphilitiques. On y trouve aussi une cuisine, une laverie, une pharmacie et une morgue ainsi que des résidences pour le directeur de l’hôpital et pour les sœurs hospitalières. 
Le complexe s’élargit petit à petit entre 1906 et 1966. En 1932, on décide contacter dans la métropole un architecte spécialisé dans la construction d'hôpitaux afin d'élaborer un nouveau plan. Au cours des années 1930 et 1940, le complexe est modernisé. Durant les années 1950 et 1960, il y a construction des installations de consultations externes en stomatologie et en ophtalmologie, conçues par les architectes Francisco Assis et Luiz de Vasconcelos, ainsi que la construction du centre de réadaptation, du service des urgences de pédiatrie et du dispensaire de psychiatrie, le tout par l'architecte Francisco Assis. En 1966, il y adaptation des espaces existants, une extension des galeries extérieures à toute la longueur de la façade et une construction de deux nouveaux étages permettant d'accueillir la fonction hospitalière.

### Description des lieux
Selon la désignation : « Le complexe hospitalier comprend une demi-douzaine de pavillons, implantés sans ordre apparent [en] plusieurs configurations. À l'extrémité nord du site se trouvent les bâtiments principaux, à droite l'ancien bâtiment de maternité, au centre le bloc principal et, à gauche, un pavillon destiné à l'origine à "l'isolement des Européens" ([un] bâtiment de quatre étages de style art déco,  [avec des] galeries extérieures à tous les étages qui s’étendant sur presque toute la longueur du bâtiment avec des angles arrondis, qui sont reliées à la façade latérale). Le bloc principal, qui suit une tendance moderniste, présente un plan en "peigne", avec un corps rectangulaire plus grand — formé par un bloc central de quatre étages, flanqué de deux côtés à deux étages chacun, sur une longueur totale de près de 200 mètres — auxquels sont attachés cinq blocs de quatre étages et un de plus petites dimensions. La marque dominante de cet ensemble est la grande rampe en forme de croissant qui permet d’accéder à l’entrée principale, située au niveau du premier étage du bloc principal, tout en présentant un caractère scénographique typique des grandes constructions de l’Estado Novo. Le corps principal reçoit les entrées publiques, contient les urgences et l’unité chirurgicale ; les corps latéraux étant principalement composés de couloirs de circulation. Les cinq plus petits blocs contiennent des bureaux de spécialités médicales dans les niveaux inférieurs ; au niveau supérieur se trouvent les laboratoires et les locaux de maternité. Un autre grand bâtiment, en forme de H, est implanté en position centrale. »

## Services offerts
L’hôpital est une unité tertiaire de 1500 lits qui fournit des soins chirurgicaux primaires à la population locale et est également un hôpital universitaire. Il devient le centre de référence pour tous les soins chirurgicaux complexes au pays. MCH fournit un service d'urgence complet doté de capacités de diagnostic avancées, des services de soins hospitaliers complexes pour les soins médicaux et chirurgicaux (325 lits dans l'unité chirurgicale), trois salles d'opération entièrement équipées, une salle d'accouchement entièrement équipée, trois salles de réveil, une unité de soins intensifs, deux unités de soins pour personnes très dépendantes et des centres de rééducation. Le centre est également équipé de respirateurs, de dispositifs d'alimentation en oxygène, de liquides intraveineux, de produits sanguins, de matériel de microbiologie de base, des principaux produits pharmaceutiques (anesthésiques, analgésiques, antibiotiques) et du matériel chirurgical principal (champs, blouses, pansements, gants) ainsi que d'autres consommables (équipements et dispositifs jetables). L'hôpital offre aussi un service d’oncologie. Après une étude en 2017, les résultats de cette étude ont contribué à l’élaboration d’un programme éducatif en oncologie chirurgicale, jugé essentiel à la formation des chirurgiens de la région.

### Centre de recherches
En 2012, la faculté de médecine de l'Université Eduardo Mondlane et l'hôpital central de Maputo ont mis en place un comité institutionnel sur la bioéthique pour la santé. Ce comité a réussi à gérer une demande constante de révision de protocole et plusieurs grandes initiatives d'amélioration de la qualité, telles que le mentorat des chercheurs et une plateforme électronique de soumission de protocole, qui ont amélioré l'efficacité du processus de révision et la qualité globale des protocoles soumis. Ce processus vise à faire respecter les considérations bioéthiques pour les activités de recherche impliquant des êtres humains, lesquelles ont été formellement décrites en 2002.